# Emil Sondermann
Johann Julius Emil Sondermann (16. Oktober 1852 in Berlin, Königreich Preußen – 29. August 1927 in Berlin, Deutsches Reich) war ein deutscher Sänger, Theater- und Filmschauspieler sowie Theater-, Filmregisseur, Drehbuchautor und Filmproduzent.

## Leben
Er begann seine Laufbahn in Berlin am Vorstädtischen Theater. 1879 spielte er in Görlitz, danach wechselte er ans Zentralhallentheater in Hamburg. Von 1880 bis 1881 gastierte er in Breslau, von 1883 bis 1885 am Residenztheater in Hannover. 1887 wechselte er ans Carl-Schultze-Theater nach Hamburg, wo er als Schauspieler, Sänger und Regisseur tätig war. 1899 ging er ans Berliner Central-Theater. Dort führte er auch Oberregie. Nach Eisenbergs Einschätzung war er „vielleicht im provinziellen Deutschland bekannter als in Berlin selbst“. Er spielte häufig Grafen und Lebemänner.
Verheiratet war er mit der Schauspielerin Therese Delma, die ebenfalls am Central-Theater ab 1889 wirkte.
Zu Beginn des 20. Jahrhunderts war Sondermann bis zum Beginn des Ersten Weltkriegs als Schauspieler und Sänger am Berliner Thalia-Theater beschäftigt, wo er u. a. mit Jean Gilbert zusammenarbeitete. 1915 begann er seine schauspielerische Tätigkeit beim Film. Als Sondermann im Sommer 1927 verstarb, wurde seiner in Nachrufen gedacht. Im Bühnenjahrbuch 1928 hieß es:

„Der Künstler, der sich in den letzten Jahren fast ganz von der Bühne zurückgezogen hatte, gehörte in den großen Zeiten der Operette zu den besten Vertretern des charakterkomischen Faches. […] Neben seiner großen Begabung für komische Rollen wußte er aber auch ernste Töne anzuschlagen, und ebenso gefiel er durch seine feine Charakterisierung im Lustspiel und in der Posse […] Eine Aufführung, die durch ihn besonders berühmt wurde, war die ‚Geisha‘, in der er viele hundert Male spielte. Am Berliner Thalia-Theater war er jahrelang der künstlerische Mittelpunkt des Possen- und Operettenrepertoires.“

## Filmografie
- 1915: Sondi hat Pech
- 1915: Sondi’s dunkler Punkt
- 1915: Sondi’s Glück im Unglück
- 1916: Lilli’s erste Liebe
- 1916: Sondi, Amor und Co
- 1916: Sondis Kleine
- 1918: Amor in der Klemme
- 1918: Die Filmkathi
- 1918: Haben Sie Fritzchen nicht gesehen?
- 1918: Harry lernt Billardspielen
- 1918: Harry wird Millionär
- 1918: Sein Badepuppchen
- 1918: So ’n kleiner Schwerenöter
- 1919: Bis früh um fünfe
- 1919: Die Sekretärin des Gesandten
- 1919: Ein toller Schwiegersohn
- 1919: Hoppla, Herr Lehrer
- 1919: Krümelchens Reiseabenteuer
- 1919: Madeleine
- 1919: ’n doller Schwiegersohn
- 1919: Seine Kammerzofe
- 1920: Lo, die Kokotte
- 1921: Die Schrecken der Schlangengruft
- 1921: Ironie des Schicksals
- 1922: Der einzige Zeuge
- 1922: Frauen, die die Ehe brechen
- 1922: Wer bin ich?
- 1923: Gestörte Flitterwochen
- 1925: Die zweite Mutter
- 1927: Lützows wilde verwegene Jagd